# Junkhead
«Junkhead» (с англ. «Наркоман») — песня американской гранж-группы Alice in Chains из альбома Dirt.

## История создания
Автором слов является Лейн Стейли, а музыку написал Джерри Кантрелл.
Во время записи песни «Junkhead», барабанщик Шон Кинни без особой причины произнес «junk fuck», что успели записать микрофоны. Во время редактирования песни продюсер Дэйв Джерден сказал: «Давайте оставим это там!». В итоге фразу поставили в самом начале, чтобы песня начиналась до того, как Кинни начнёт отсчёт.
Песня «Junkhead» содержащая в себя элементы дум-энд-глом-метал повествует о наркотической зависимости. Стейли сочинил текст песни во время пребывания в реабилитационной клинике. Текст песни содержит откровенное признание в употребление наркотиков как нечто экстраординарное, полностью признавая свою зависимость и не сожалея о ней. Сам же певец утверждал, что песня была написана в тот период, когда наркотики ему действительно помогали и не вредили ни карьере, ни отношениям.
Анализируя содержания некоторых песен в альбоме Dirt, в том числе «Junkhead», Джерден сказал:
«Эти песни пришли из реальной жизни. Они были написаны не для коммерческого потребления. Их автор прополз две мили по ржавым лезвиям. И это ощущается в песнях — беспокойство, мучения, физические и душевные страдания».

## Выпуск и критические отзывы
Песня была выпущена на втором студийном альбоме группы Dirt. Живое исполнение песни было размещено на сингле «Heaven Beside You». В 1999 году в бокс-сете Music Bank была выпущена демозапись песни «Junkhead», не публиковавшаяся ранее.
Билл Адамс из Ground Control написал, что «„Sickman“ и „Junkhead“ — как настоящие произведения написания песен и это блестяще формулируют отношения между любви/ненависти Стейли к его наркотической привычке».
Нейтан Брэкетт и Кристиан Дэвид Хоард в The Rolling Stone Album Guide также отметили, что в песнях в том числе «Junkhead», добавив, что «Стейли передает свое саморазрушительное отношение с леденящей душу непринужденностью: «What’s my drug of choice? / Well, what have you got?» (с англ. — «Какой наркотик я выберу? / Ладно, что у тебя есть?»)».
Нед Рэггетт из Allmusic  описал «Junkhead» как «медленный, скрежещущим коллапсом, который явно отдавал дань уважения Black Sabbath и Led Zeppelin эпохи „Dazed and Confused“». Также Рэггетт добавил, что текст песни «почти нервирующе бесстрастный, а его [Стейли] насмешки над учеными, пытающимися решить его "проблему", граничат с ликованием. В середине песни Кантрелл исполняет неожиданно красивое соло, которое меняет тон песни - хотя бы ненадолго - на почти вдохновляющий момент, прежде чем нисходящий рифф снова возьмет вверх».

## Выступления
Впервые Alice in Chains исполнили песню «Junkhead» в театре Paramount Theatre в Сиэтле 21 декабря 1991 году. Композиция регулярно звучала во время гастролей группы. С момента возобновления работы группы с новым вокалистом Уильямом Дювалем в 2005 году, песня часто звучит во время выступлений.

## Участники записи
- Лейн Стейли — ведущий вокал
- Джерри Кантрелл — бэк-вокал, гитара
- Майк Старр — бас-гитара
- Шон Кинни — ударные

## Примечание
1. ↑  Alice In Chains - Dirt. Discogs. Дата обращения: 6 января 2022. Архивировано 10 декабря 2021 года.
2. ↑  Alice In Chains – Dirt (CD). Дата обращения: 5 января 2022. Архивировано 6 января 2022 года.
3. 1 2  De Sola, 2010, p. 135.
4. ↑  Retrospective: Alice in Chains' Dirt is Still Potent at 30 (англ.). MetalSucks (29 сентября 2022). Дата обращения: 8 ноября 2022. Архивировано 19 октября 2022 года.
5. ↑  Stanislav Potoczek. The Life and Music of Generation X // Ostrave Journal of English. — 2013. — Т. 5, № 1. — С. 101—102. Архивировано 29 марта 2022 года.
6. ↑  Digging the Dirt (англ.) // Melody Maker. — 1993. — 9 January. — P. 14. — ISSN 0025-9012.
7. ↑  De Sola, 2010, p. 137.
8. ↑  Alice In Chains - Heaven Beside You. Discogs. Дата обращения: 6 января 2022. Архивировано 6 января 2022 года.
9. ↑  Alice In Chains - Music Bank. Дата обращения: 11 мая 2022. Архивировано 19 марта 2022 года.
10. ↑  Ground Control - Alice In Chains Discography Part One - [Discography]. web.archive.org (19 января 2015). Дата обращения: 6 января 2022. Архивировано 19 января 2015 года.
11. ↑  Nathan Brackett, Christian David Hoard. The New Rolling Stone Album Guide. — Simon and Schuster, 2004. — 948 с. — ISBN 978-0-7432-0169-8. Архивировано 7 января 2022 года.
12. ↑  Junkhead - Alice in Chains | Song Info | AllMusic (англ.). Дата обращения: 5 февраля 2022. Архивировано 5 февраля 2022 года.
13. ↑  Alice in Chains Setlist at Paramount Theatre, Seattle (англ.). setlist.fm. Дата обращения: 6 января 2022. Архивировано 6 января 2022 года.
14. ↑  Junkhead by Alice in Chains Song Statistics | setlist.fm. www.setlist.fm. Дата обращения: 6 января 2022. Архивировано 6 января 2022 года.